# Bauernaufstand in Rumänien 1907
Im Bauernaufstand in Rumänien von 1907 protestierten die rumänischen Bauern gegen ihre Lebens- und Arbeitsbedingungen bei und gegen die in ihren Augen ungerechte Verteilung des Landbesitzes.

## Vorgeschichte
Die 1864 unter Mihail Kogălniceanu geplante Agrarreform hatte auf die Verbesserung der bäuerlichen Lebensbedingungen gezielt. Die Realität sah jedoch anders aus. Die meisten Bauern hatten ein eigenes Stück Land erhalten, das weniger als fünf Hektar umfasste, und lagen mit dem, was sie darauf erwirtschaften konnten, unter dem Existenzminimum. 60 % der rumänischen Bauern besaßen sehr wenig bzw. kein Land.
Dies führte zur Verschuldung zahlreicher Bauern, die sich dadurch gezwungen sahen, auf den großen Gutswirtschaften (Latifundien) zu arbeiten. Anders als 1864 vorgesehen, kamen aber keine frei ausgehandelten Arbeitsverträge zustande. Die Landeigentümer nutzten die Situation der verschuldeten Bauern aus. Sie verlangten hohe, teils jahrelange Arbeitsverpflichtungen und konnten auch die Bedingungen für Pachtverträge diktieren. Die Situation der Bauern hatte sich letztlich durch die Reformversuche von 1864 eher verschlechtert.
Nachdem 1888 erneut Unruhen ausgebrochen waren, wurden 1893 neue Bestimmungen erlassen, nach denen Arbeitsverträge auf maximal ein Jahr befristet wurden und Pachtverträge auf mindestens drei Jahre abgeschlossen werden mussten. Auch begann der Staat, diejenigen Flächen, die er 1863 durch die Enteignung der Klöster übernommen hatte, an landlose Bauern zu verkaufen. Doch auch dies verbesserte die Situation nicht wesentlich, vielerorts wurden die neuen Bestimmungen unterlaufen. Des Öfteren kam es zu Protesten und Aufsässigkeiten, und 1907 eskalierte schließlich die Lage.

## Der Aufstand
Ende Februar 1907 forderten Bauern im Dorf Flămânzi in der nördlichen Moldau den sofortigen Abschluss der Pachtverträge. Dieser war vom jüdischen Großpächter Mochi Fischer bis zum Beginn der Saatzeit hinausgezögert worden, um die Bauern unter Zeitdruck zu setzen und dann möglichst günstige Konditionen von ihnen zu erzwingen. Fischer floh jedoch vor den Aufständischen, ohne die Pachtverträge unterzeichnet zu haben.
Die Proteste dehnten sich aus und nahmen gewalttätigen Charakter an. Wohnhäuser von Zwischenpächtern und Grundeigentümern sowie Wirtschaftsgebäude wurden geplündert, dann auch Läden und Gaststätten. Gebäude der Lokal- und Provinzverwaltungen wurden zerstört, um die dort hinterlegten Arbeitsverträge zu vernichten. Marktflecken und Kleinstädte wie Botoșani und Buzău fielen Verheerungen anheim, andere waren gefährdet. Bald war die ganze Moldau und dann auch die Walachei in Aufruhr. Gruppen von bis zu 1.000 Mann, primitiv bewaffnet, machten sich zu Plünderungs- und Zerstörungsmärschen auf und schreckten vor Misshandlungen und Totschlag nicht zurück. Als Kampfruf erscholl: „Noi vrem pămînt“ („Wir wollen Land“).
Zwischenpächter, Gutsverwalter, Angehörige der Kreis- und Kommunalverwaltung sowie Teile der jüdischen Bevölkerung flüchtete in die Städte. Im März zogen mehrere Tausend Bauern gegen Bukarest, wurden aber durch Soldaten im Vorfeld abgewehrt. Als am 25. März 1907 eine neue Regierung eingesetzt wurde, übernahm General Alexandru Averescu das Kriegsministerium und damit die militärische Verantwortung. Averescu unterdrückte innerhalb weniger Tage den Aufstand durch planmäßigen Einsatz aller militärischen Kräfte, sogar mit Hilfe von Artillerie.
Wie viele Todesopfer die Militäraktion gefordert hat, ist nicht genau bekannt, die offiziell angegebene Zahl von 419 wurde jedoch mit Sicherheit weit überschritten. Die Opposition im Parlament vermutete gar 1.100 Tote. Nach offiziellen Angaben wurden 7.807 Aufständische verhaftet und unter Anklage gestellt. Eine Anzahl wurde freigesprochen; 6.500 fielen unter eine im April 1907 verkündete Generalamnestie. Der Sieg der Staatsmacht über die aufständischen Bauern führte dazu, dass die Verhältnisse auf dem Land indes nahezu unverändert blieben.